# Neusok
Neusok is een bestuurslaag in het regentschap Aceh Besar van de provincie Atjeh, Indonesië. Neusok telt 544 inwoners (volkstelling 2010).